# 2451 Dollfus
2451 Dollfus este un asteroid din centura principală.

## Descoperirea asteroidului
Asteroidul a fost descoperit de astronomul american Edward Bowell, la data de 2 septembrie 1980, la Stația Anderson Mesa a Observatorului Lowell (Statele Unite ale Americii).

## Caracteristici
Asteroidul Dollfus prezintă o orbită caracterizată de o semiaxă majoră egală cu 2,7242838 u.a. și de o excentricitate de 0,1511215, înclinată cu 8,56991° față de ecliptică.

## Denumirea asteroidului
Asteroidul a primit numele astronomului și aeronautului francez Audouin Dollfus. La descoperire primise denumirea provizorie 1980 RQ.